# Johana Grudzińská
Johana Grudzińská (17. května 1791 Poznaň – 17. listopadu 1831 Carskoje Selo) byla polskou šlechtičnou a kněžnou z Łowicz a druhou manželkou Konstantina Pavloviče, de facto polského místokrále. Tento sňatek stál Konstantina ruskou carskou korunu.

## Život
Johana byla nejstarší ze tří dcer hraběte Antonina Grudzińského, posledního vlastníka města Chodzież. Grudzińská byla známá svou krásou. Od roku 1815 měla vztah s ruským velkoknížetem Konstantinem Pavlovičem, jehož se 27. května 1820 stala druhou manželkou. Předtím byl ženatý s Julianou Sasko-Kobursko-Saalfeldskou, která od něj v roce 1801 odešla. Aby se mohl Konstantin s Johanou oženit, musel se na žádost svého bratra, cara Alexandra I., vzdát svých práv na trůn ve prospěch mladšího bratra Mikuláše. Utajení tohoto rozhodnutí, které znal jen okruh nejbližších přátel, přispělo k povstání děkabristů v roce 1825, které proběhlo po Alexandrově smrti.
Po svatbě 8. července 1820 car tituloval Johanu kněžnou z Lovič. Ruské carské námořnictvo pojmenovalo na její počest fregatu (Kňagiňa Lovič, Княгиня Лович), která byla vypuštěna v roce 1828 a sloužila ve Středozemním moři během řecké osvobozenecké války a rusko-turecké války (1828–1829).
Johana zůstala svému manželovi věrná dokonce i po listopadovém povstání, v němž bojoval proti Polákům. Její sestra Marie Antonie se provdala za generála Dezyderyho Chłapowského, jednoho z nejvýznamnějších polských velitelů během povstání; další sestra se provdala za ruského důstojníka.
Konstantin zemřel v červnu 1831 ve Vitebsku na choleru, krátce před jejich plánovaným vystěhováním do Petrohradu. Johana doručila jeho tělo do Petrohradu a zemřela 17. listopadu 1831. Byla pohřbena v Carském Selu; v roce 1929 byly její ostatky exhumovány a pohřbeny v hrobce její sestry a generála Chłapowského u Lešna.